# Дзели, Фани
Фани Дзели (греч. Φανή ή Φένια Τζέλη; род. 20 ноября 2001, Трикала) — греческая тхэквондистка. Бронзовая призёрка летних юношеских Олимпийских игр 2018 года и участница летних Олимпийских игр 2020 года.
В 1/8 финала летних Олимпийских играх 2020 года в категории до 57 кг уступила россиянке Татьяне Мининой.